# Spinexocentrus
Spinexocentrus es un género de escarabajos longicornios de la tribu Acanthocinini.

## Especies
- Spinexocentrus laosensis Breuning, 1965
- Spinexocentrus spinipennis Breuning, 1958